# Siegfried Agurew
Siegfried Agurew (* 20. Januar 1939; † 20. Februar 2007)  war ein deutscher Fußballspieler. Der universell im Angriff einsetzbare Offensivspieler hat in der Fußball-Oberliga Nord für den VfR Neumünster von 1959 bis 1963 in der damals regionalen Erstklassigkeit 97 Ligaspiele absolviert und 54 Tore erzielt. Nach der Einführung der Fußball-Bundesliga ab 1963 folgten noch bis 1969 in den zweitklassigen Regionalligen Nord und Süd insgesamt 114 Pflichtspieleinsätze mit weiteren 43 Toren.

## Laufbahn

### VfR Neumünster, 1959 bis 1964
Aus der Jugend von Olympia Neumünster gekommen fand der Angreifer Siegfried Agurew zur Saison 1959/60 aus der VfR-Amateurmannschaft den Weg in den Vertragsspielerkader in der Oberliga Nord. Mit den Lila-Weißen vom VfR-Stadion am Stadtpark debütierte der junge Nachwuchsspieler am dritten Spieltag, den 30. August 1959, auf Rechtsaußen bei einer 1:2-Heimniederlage gegen den VfL Osnabrück in der Oberliga Nord. Unter Trainer Heinz Lucas tat sich Neumünster in der Hinrunde mit 6:22 Punkten schwer und rangierte auf dem 15. Rang. In der Rückrunde verbesserte sich die Leistung und der VfR beendete auf dem 10. Rang die Runde. Agurew hatte in 22 Ligaeinsätzen 13 Tore erzielt, darunter auch zwei Treffer beim 3:1-Heimerfolg am 10. April 1960 gegen den FC St. Pauli. Seine persönlich beste Runde erlebte der Angreifer in der Saison 1961/62, als er alle 30 Rundenspiele bestritt und 18 Tore erzielte. Mit der Abwehrverstärkung Peter Kaack glückte der Sprung auf den 8. Rang. In den zwei Spielen gegen den VfV Hildesheim (4:1) und Hannover 96 (5:3) zeichnete sich Agurew jeweils als dreifacher Torschütze aus.
An der Seite von Mitspielern wie Torhüter Günther Lipp, Hans-Dieter Burchardt, Kaack, Jürgen Rohweder, Günther Meß, Hans-Dieter Münster, Waldemar Schmidt und Horst Schröter beendete er 1962/63 auf dem 4. Rang die Ära der erstklassigen Oberliga Nord. Neumünster hatte 48:46 Tore vorzuweisen und Agurew hatte in 28 Ligaeinsätzen 14 Treffer erzielt. Mit der Begegnung gegen Holstein Kiel startete am 10. August 1963 die erste Saison der zweitklassigen Regionalliga Nord. Agurew erzielte in der 9. Spielminute das erste Regionalligator für Neumünster, mit dem er den VfR mit 1:0 in Führung brachte. Der Kieler Torjäger Gerd Koll entschied aber mit vier Treffern das Spiel für Kiel (2:4). Am Rundenende belegte Neumünster den 10. Rang und Agurew hatte in 30 Ligaeinsätzen 19 Tore erzielt. Gemeinsam mit Mannschaftskollege Horst Schröter veränderte sich Agurew; beide Spieler unterschrieben zur Saison 1964/65 einen neuen Vertrag beim 1. FC Pforzheim und spielten zukünftig in der Fußball-Regionalliga Süd.

### Regionalliga Nord und Süd, 1963 bis 1969
Mit den Blau-Weißen aus der Goldstadt am Nordrand des Schwarzwaldes im Brötzinger Tal gelegen, starteten die zwei Neuzugänge aus Neumünster am 9. August 1964 mit einem 2:1-Heimerfolg gegen den ESV Ingolstadt. Neben Leistungsträgern wie Torhüter Friedemann Paulick, Stopper Anton Burghardt und Allrounder Dieter Rosanowski verlief das erste Jahr in Nordbaden aber sportlich unbefriedigend. Agurew kam lediglich zu 13 Ligaeinsätzen und erzielte drei Tore beim Erreichen des 13. Ranges. In der zweiten Runde, 1965/66, konnte er seine Bilanz deutlich verbessern und traf in 28 Ligaspielen neun Mal ins gegnerische Tor. Der 1. FC Pforzheim errang unter dem ungarischen Trainer Arpad Medve den 7. Rang. Dazu trugen auch die zwei Paraguayer Neuverpflichtungen Fulgencio Santander und Adolfo Godoy bei.
Nach zwei Jahren Fußball in Süddeutschland zog es den Mann aus Neumünster wieder nach Norddeutschland, er unterschrieb zur Saison 1966/67 einen neuen Vertrag bei Arminia Hannover. Zwar wurde das Team von Trainer Hans Hipp Meister in der Nordliga, Agurew wurde aber mit nur elf Einsätzen und zwei Toren an der Seite von Mitspielern wie Heinz-Dieter Hansing, Klaus Forbrig, Willi Langemann, Meinhardt Messner und Heinz Stauvermann nicht glücklich. Nach nur einer Saison wanderte er weiter und spielte ab 1967/68 für den VfB Lübeck, wo er auf seinen ersten Trainer im Vertragsligalager, Heinz Lucas, traf. In 21 Einsätzen erzielte er für die Grün-Weißen vom Stadion an der Lohmühle sechs Tore und der VfB belegte den 9. Rang.
In seiner zweiten Lübecker Runde, 1968/69, wurde der VfB unter dem neuen Trainer Kurt „Jockel“ Krause zwar Nord-Vizemeister, aber Agurew spielte mit elf Einsätzen und vier Toren neben den Angriffs-Stammspielern Siegfried Bronnert, Rainer Waberski und Otto Hartz keine besondere Rolle mehr. In der Bundesligaaufstiegsrunde belegte der VfB Lübeck mit 1:15 Punkten den letzten Platz. Beim einzigen Punktgewinn am 25. Juni mit 4:4 gegen Hertha Zehlendorf gelangen Agurew zwei Treffer. Im Sommer 1969 kehrte er nach Neumünster ins Amateurlager zurück.